# Aage Jørgensen
Aage Jørgensen (Framlev, 1900. január 22. – Skanderborg, 1972. szeptember 4.) olimpiai ezüstérmes dán tornász.
Az 1920. évi nyári olimpiai játékokon indult tornában és a svéd rendszerű csapat összetettben ezüstérmes lett.
Klubcsapata a DDS&G's Hold volt.
Testvérei, Alfred Frøkjær Jørgensen és Arne Jørgensen vele együtt lettek ezüstérmesek.